# Társ (film)
A Társ (eredeti cím: Companion) 2025-ös amerikai sci-fi horror-filmvígjáték, amelyet Drew Hancock írt és rendezett. A főbb szerepekben Sophie Thatcher és Jack Quaid látható.
Az Amerikai Egyesült Államokban 2025. január 31-én mutatta be a Warner Bros. Pictures. Magyarországon egy nappal hamarabb,  január 30-án jelent meg az InterCom Zrt. forgalmazásában. Általánosságban pozitív véleményeket kapott a kritikusoktól. 

## Cselekmény
Josh és Iris egy tóparti házhoz autóznak, ahol találkoznak Kattel, Eli-vel és Patrickkel. A ház tulajdonosa Szergej, Kat barátja. Miután Szergej megpróbálja megerőszakolni Irist, a lány nyakon szúrja és megöli. Amikor Iris magához tér, egy székhez kötözik. Josh bevallja, hogy a nő egy társrobot, akit az okostelefonján keresztül lehet irányítani. Iris kiszabadítja magát, ellopja a telefont és elmenekül az erdőbe. Kísérletezik a beállításaival, hogy növelje intelligenciáját.
Josh manipulálta Iris beállításait, és kikapcsolta, hogy ne tudjon ártani. Ő és Kat tervelték ki Iris meggyilkolását Szergej ellen, hogy ellopjanak 12 millió dollárt Szergej széfjéből. Eli és Patrick meghívást kapott, hogy tanúi legyenek a történetük verziójának. Az esemény során kiderült, Patrick is egy társrobot. Eli szerez egy fegyvert Szergej szobájából, és négyen elmennek az erdőbe Iris keresésére.
Miután Patrick és Eli bevallják egymásnak szerelmüket, felfedezik Irist. A nő elveszi Eli-tól a fegyvert, és lelövi. Ezután megpróbál elmenekülni Josh önműködő autójával. Josh azonban meg tudja állítani az autót, mivel Szergej telefonjával lopottnak jelenti az autót. Visszaállítja Patricket, és a társrobotjává teszi, kikapcsolja, hogy ne tudjon kárt okozni, és maximálisra állítja Patrick agresszivitási szintjét.
Miután Iris találkozik Hendrix seriffhelyettessel, megváltoztatja a beszédbeállítást, mert a társrobotok nem tudnak hazudni. Patrick megöli Hendrixet, Irist pedig harcképtelenné teszi. Közben Kat megpróbál eltűnni a pénz felével. Josh utasítja Patricket, hogy vigyázzon rá, és Katet is ő öli meg.
Később Josh 0 százalékra állítja Iris intelligenciáját, és megparancsolja neki, lője fejbe magát. Ekkor megjelenik a gyártó cég két munkása, akik felveszik Irist és újraindítják. Josh megpróbálja leplezni bűneit azáltal, hogy megparancsolja Patricknak, ölje meg a két munkást, és hozza vissza Irist. Patrick megöli az egyiket, de mielőtt a másikat megölhetné, Iris teljesen újraindul.
Az újraindulás miatt Iris nem tudja többé bántani Patricket, ezért megpróbálja kihasználni Patrick Eli iránti érzéseit. A bűntudattól gyötörve Patrick öngyilkosságot követ el. A túlélő munkás Teddy megengedi Irisnek, hogy újra átvegye az irányítást a tevékenységei felett, mire az leszúrja Josht, és Szergej pénzével elhagyja a házat.

## Szereplők
| Szerep                  | Színész              | Magyar hang         |
| ----------------------- | -------------------- | ------------------- |
| Iris                    | Sophie Thatcher      | Mikecz Estilla      |
| Josh                    | Jack Quaid           | Szatory Dávid       |
| Patrick                 | Lukas Gage           | Katona Péter Dániel |
| Kat                     | Megan Suri           | Gáspár Kata         |
| Eli                     | Harvey Guillén       | Szemenyei János     |
| Szergej                 | Rupert Friend        | Makranczi Zalán     |
| Teddy                   | Jabouike Young-White | L. Nagy Attila      |
| Sid                     | Matt McCarthy        | Rába Roland         |
| Hendrix seriffhelyettes | Marc Menchaca        | Viczián Ottó        |
| Mateo                   | Woody Fu             | Seder Gábor         |
| Josh autója             | Ashley Lambert       | Varga Fekete Kinga  |

### Magyar változat
- Magyar szöveg: Tóth Tamás
- Hangmérnök: Illés Gergely
- Vágó: Simkóné Varga Erzsébet
- Gyártásvezető: Kincses Tamás
- Szinkronrendező: Marton Bernadett
- Produkciós vezető: Hagen Péter

A szinkront a Mafilm Audio Kft.  készítette el.

## A film készítése
2023 februárjában jelentették be, hogy a New Line Cinema készíti a filmet, amelynek forgatókönyvét Drew Hancock írta, aki a rendezést is vállalta, a produceri feladatokat pedig Zach Cregger, Raphael Margules, J. D. Lifshitz és Roy Lee látta el.
2023 májusában bejelentették, hogy Jack Quaid csatlakozott a Társ szereplőihez. A következő hónapban Harvey Guillén, Lukas Gage, Megan Suri, Sophie Thatcher és Rupert Friend is csatlakozott a szereplőgárdához.

## Bemutató
A Társ 2025. január 31-én jelent meg a Warner Bros. Pictures forgalmazásában. A filmet IMAX-ben is bemutatták. A korábbi tervek szerint 2025. január 10-én jelent volna meg. A stúdió 29 millió dollárt költött a film népszerűsítésére.